# إسحاق نانا أساري
إسحاق نانا أساري (بالإنجليزية: Isaac Nana Asare)‏ هو لاعب كرة قدم غاني في مركز الوسط، ولد في 1994 في أكرا في غانا. لعب مع أتلتيكو مدريد ب وريكرياتيفو.

## وصلات خارجية
- إسحاق نانا أساري على موقع Soccerway.com (الإنجليزية)
- إسحاق نانا أساري على موقع AS.com (الإسبانية)